# Khalil Mardam Bey

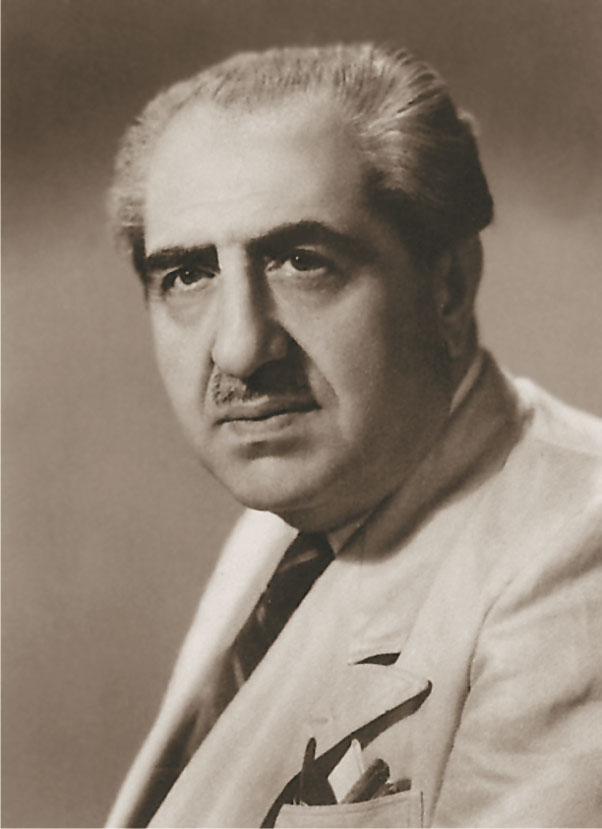
Chalil Mardam Bey

Chalil oder Khalil Mardam Bey (* 1895 in Damaskus; † 20. September 1959 in Damaskus; arabisch خليل مردم بك Chalil Mardam Bak, DMG Ḫalīl Mardam Bak) war ein syrischer Dichter und Kritiker, der vor allem als Texter der syrischen Nationalhymne Homat el Diyar bekannt ist.

## Leben
Khalil Mardam Bey wurde als Sohn einer angesehenen Familie in Damaskus geboren. Er war einer der Nachfahren des osmanischen Generals und Großwesirs Lala Kara Mustafa Pascha. Als Dichter wurde er zum Leiter der 1926 gegründeten syrischen Literaturvereinigung gewählt, die von den Franzosen annulliert wurde. Er studierte Englische Literatur in London und lehrte Arabische Literatur am National Science College in Syrien. Zu seinen bekanntesten Werken gehörten الديوان al-Diwan und أئمة الأدب A’imat al-Adab. Er war außerdem syrischer Außenminister von 1953 bis 1954 und Vorsitzender der Arabischen Wissenschaftlichen Versammlung von 1953 bis zu seinem Tod 1959.

## Belege
1. 1 2  Figures Through History (Memento vom 28. Oktober 2007 im Internet Archive)
2. 1 2 3 4 5  Biographie (Memento vom 22. Juni 2003 im Internet Archive)
3. ↑  Tamam, Ahmed: History of the Arabic Language Association of Damascus. Islam Online, abgerufen am 7. Januar 2007.

| Personendaten    | Personendaten                                                      |
| ---------------- | ------------------------------------------------------------------ |
| NAME             | Mardam Bey, Khalil                                                 |
| ALTERNATIVNAMEN  | Mardam Bey, Chalil                                                 |
| KURZBESCHREIBUNG | syrischer Dichter und Kritiker, Texter der syrischen Nationalhymne |
| GEBURTSDATUM     | 1895                                                               |
| GEBURTSORT       | Damaskus                                                           |
| STERBEDATUM      | 20. September 1959                                                 |
| STERBEORT        | Damaskus                                                           |